# Giro de Lombardía 1968
El Giro de Lombardía 1968, la 62.ª edición de esta clásica ciclista, se disputó el 12 de octubre de 1968, con un recorrido de 266 km entre Milán y Como. El vencedor final fue el belga Herman Van Springel, que se impuso en la línea de llegada al italiano Franco Bitossi y al también belga Eddy Merckx, que acabaron segundo y tercero respectivamente. 

## Clasificación final
| Posición | Ciclista               | Equipo                   | Tiempo  |
| -------- | ---------------------- | ------------------------ | ------- |
| 1        | Herman Van Springel    | Mann-Grundig             | 6h58'58 |
| 2        | Franco Bitossi         | Filotex                  | a 15"   |
| 3        | Eddy Merckx            | Faemino-Faema            | s.t.    |
| 4        | Jan Janssen            | Pelforth-Sauvage-Lejeune | a 53"   |
| 5        | Martin Van Den Bossche | Molteni                  | a 1'15" |
| 6        | Gianni Motta           | Molteni                  | a 1'50" |
| 7        | Felice Gimondi         | Salvarani                | s.t.    |
| 8        | Michele Dancelli       | Pepsi-Cola               | s.t.    |
| 9        | Jo De Roo              | Willem II-Gazelle        | s.t.    |
| 10       | Adriano Durante        | Max Meyer                | s.t.    |